# 天基多波段空间变源监视器
天基多波段空间变源监视器也被称为中法天文卫星（缩写为SVOM）是一个中法合作的空间观测项目，目标是探测伽马射线暴并确定其特征。中法两国SVOM的论证自2005年启动，其科学目标、研究内容、合作方式等于2006年确定，由中国国家航天局负责工程组织实施和发射许可审批，中国科学院国家天文台和法国国家空间研究中心各自负责科学应用系统建设和运行。
SVOM将通过分析产生的伽马射线暴来研究大质量恒星的爆炸，其轻型X射线反射镜仅重1（2.2磅）。 SVOM将为目前由多国卫星尼尔·格雷尔斯雨燕天文台（Swift Gamma-Ray Burst Mission）负责的寻找伽马射线暴的工作增添新的能力。 它的反太阳指向策略使得地球在每个轨道上都会穿过其有效载荷的视场。
在经历了数次推迟后，SVOM于北京时间2024年6月22日15时由长征二号丙运载火箭自西昌卫星发射中心成功发射。

## 背景
SVOM的主要仪器借用了被法国国家空间研究中心放弃的项目ECLAIRs。中国航天局将提供卫星平台和SVOM上的两个仪器。法国国家空间研究中心将提供另外两个主要仪器（包括ECLAIRs）。 

## 目标
SVOM应当能够每年探测100次伽马射线暴，同时用可见光和红外光观测相关的余辉。收集到的信息，包括精确的位置，应能迅速传送到地面观测站进行进一步的观测。
通过空间仪器与地面仪器的协同工作，该项目将有如下科学目标：
- 允许探测所有已知类型的伽马射线暴（GRB）
- 提供快速、可靠的伽马射线暴定位
- 测量瞬时发射(prompt emission)的宽带電磁波譜形状（从可见光到 MeV）
- 测量瞬时发射(prompt emission)的时间特性（从可见光到 MeV）
- 快速识别伽玛射线暴在X射线的和可见光的波长上的余辉，包括高度红移（z>6）波长的伽玛射线暴
- 测量早期和晚期余辉（从可见光到 X 射线）的宽带電磁波譜形状
- 测量早期和晚期余辉的时间演变（从可见光到 X 射线）

## 科学仪器
选定的轨道为圆形，高度为600 km（370 mi），倾角为30°，前冲周期为60天。卫星上的有效载荷由以下四个主要仪器组成：

### ECLAIRs：X射线和伽马射线望远镜

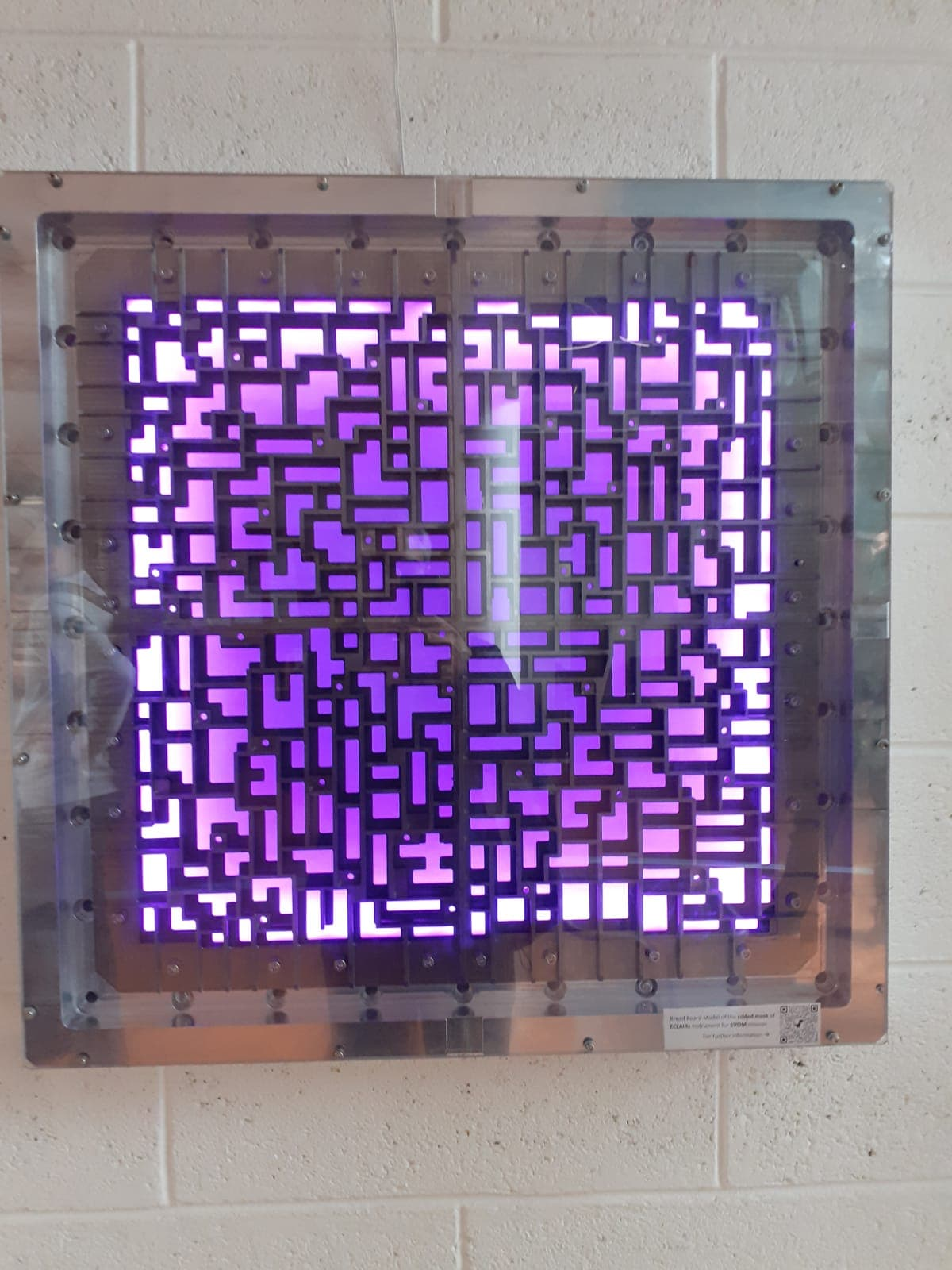
ECLAIRs coded mask

ECLAIRs 是一台宽视场（约~2 sr）编码掩膜照相机，掩膜透明度为 40%，探测平面面积为1,024 cm2（158.7 sq in），与一个数据处理装置（即 UGTS）相连，UGTS 负责以近实时图像和速率触发器定位伽马射线暴。

## 地面工作
地面部分包括一套三台地面专用仪器 -- 两台机器人地面跟踪望远镜（GFT）和一台光学监视器--地面广角照相机（GWAC）-- 它们将补充空间仪器。将对大部分伽马射线暴进行红移测定，这种观测策略经过优化，便于大型地面分光望远镜进行后续观测。
SVOM 任务的关键要素是地面广角照相机（GWAC）和地面跟踪望远镜（GFT）。
为了对伽马射线暴进行详细研究，地面观测工作将同步进行。由于伽玛射线暴的持续时间非常短暂，SVOM探测到伽玛射线暴的位置后会立刻将其坐标信息传输到地面上更为精准的观测站。通过40个甚高频天线组成的、可以完全覆盖低轨道卫星通过区域的网络，这些数据将及时被传输到位于萨克雷的法国科学中心（French Science Center）。数据经处理后将被发给两台自动控制的地面跟踪望远镜（Ground Follow-up Telescopes）。

## 外部連結
- （英文）SVOM 网站 （页面存档备份，存于） by 原子能和替代能源委员会 (CEA)
- （英文）SVOM 网站 （页面存档备份，存于） by 法国国家空间研究中心(CNES)